# Sympis rufibasis
Sympis rufibasis là một loài bướm đêm trong họ Noctuidae.

## Hình ảnh

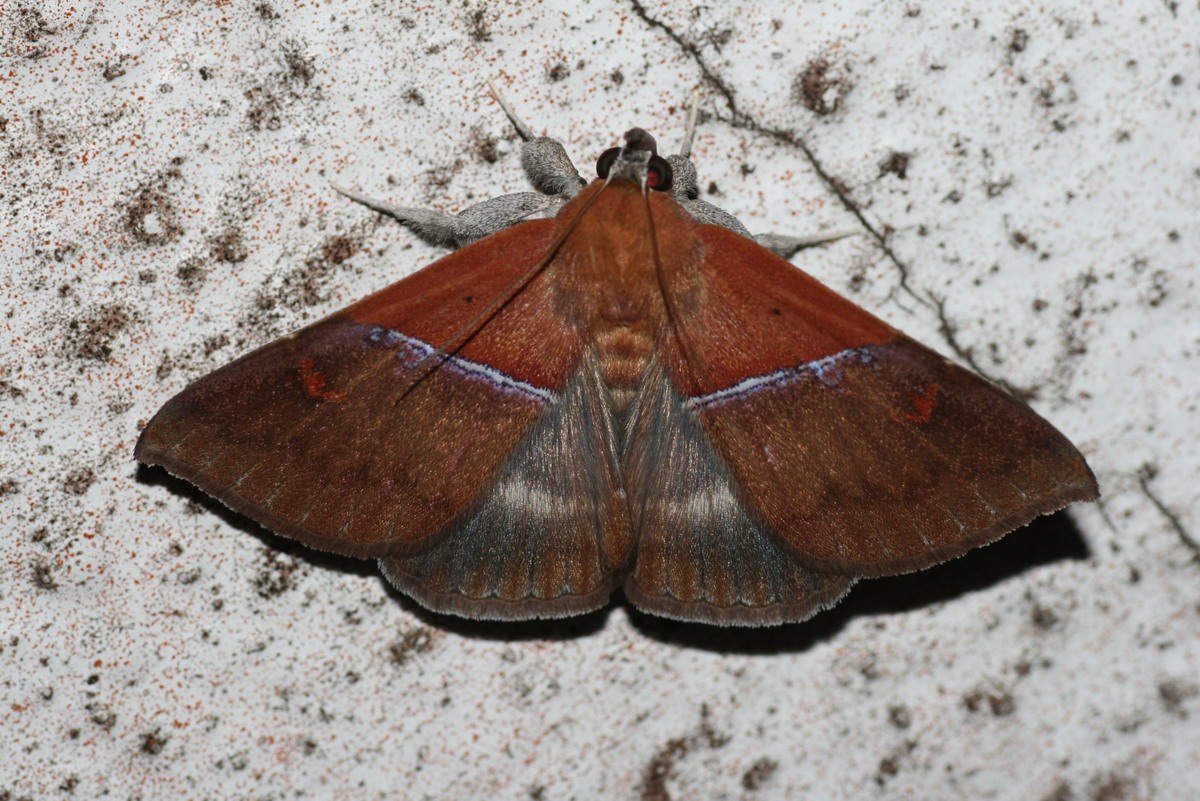